# Dalotia coriaria
Espèce
Dalotia coriaria est une espèce d'insectes coléoptères de la famille des Staphylinidae. Ce coléoptère prédateur est utilisé comme agent de lutte biologique contre les moucherons des terreaux (genres Bradysia et Corynoptera).
spp.

## Synonymes
Selon  Catalogue of Life (18 mars 2015) : 
- Atheta coriaria (Kraatz, 1856),
- Homalota coriaria Kraatz, 1856.